# Забаштовка
Забаштовка (укр. Забаштівка), село,
Бригадировский сельский совет,
Изюмский район,
Харьковская область.
Село Забаштовка ликвидировано в начале1980 годов. 
В селе много было жителей с фамилией Забашта.
В послевоенное время был председателем сельского совета Лаврентий Ерефеевич Забашта. Очень мало было мужчин, женщины восстанавливали колхоз. Были фермы и поля, колхозная пасека, школа, магазин и ярмарок.  
Развал села начался с 1980 года.  Председателем сельского совета, при котором развалилось село, был человек с фамилией Заика. 

## Географическое положение
Село Забаштовка находится в 5,5 км на восток от села Липчановка.

## История
- В 1984 году в селе разрушили последнюю хату [1].